# Raes de Heers
Raes de Heers (néerlandais : Raes van Heers), né vers 1418 à Heers et mort le 25 octobre 1477, également appelé Raes van der Rivieren ou  encore de la Rivière, baron et seigneur de Heers, Horpmael, Neerlinter (Linter), Jesseren en partie et Heppegnies. Il fut bourgmestre de Liège.

## Famille
Il était le fils de Charles de la Rivière, seigneur de Heers et Linter, et de Marie de Haccour. Il épousa en premières noces Catherine de Hamal, dame de Heppegnies († 1457) et en secondes noces Pentecôte De Grevenbroeck d’Arkel († 4 janvier 1509 à Heers)

## Biographie
Dans sa jeunesse, Raes aurait extorqué de l'argent à son père qui en punition l'aurait banni. En représailles, Raes assiégea le château de Heers, jusqu'à ce que le prince-évêque Louis de Bourbon intervint pour faire lever le siège.
En 1461, apparaissent dans 8 villes (Looz, Hasselt, Bilzen, Maaseik, Herck, Beringen, Brée et Stokkem) du pays de Looz ainsi qu'à Saint-Trond et Tongres, les fustigeants ou knuppelslaegers avec comme chef, Raes de Heers. Ces villes se fédèrent contre les procureurs fiscaux de Louis de Bourbon.
Lors des guerres liégeoises, Raes fut un des commandants des troupes liégeoises durant leur résistance contre leur prince-évêque Louis de Bourbon, protégé du duc de Bourgogne. Raes s'entendit avec Louis XI de France contre le duc de Bourgogne.
Il est élu maître du métier des fèvres de la cité de Liège et en devient bourgmestre le 25 juillet 1463.
Le 10 septembre 1464, le légat du pape l'excommunie avec Fastré-Baré Surlet de Chokier, Jean Heylman et 8 échevins.
En 1464, il attaque et détruit le château de Rheydt (de), propriété des Surlet, à ce moment chef du parti « modéré » et opposé à la politique radicale de Raes.
En 1465, il écume la campagne limbourgeoise, dépendante du duc de Bourgogne et pille en août la ville de Herve, Dalhem et Mortier.
La même année, il propose Marc de Bade, beau-frère de l'empereur Frédéric III comme régent du Pays de Liège qui est élu en mars et qui fait sa Joyeuse Entrée le 22 avril. Celui-ci abandonne rapidement sa fonction le 4 septembre de la même année.
Le 20 octobre 1465, à la tête de 4 000 hommes, il est battu par Charles le Téméraire à la bataille de Montenaken.
En 1465, il assiège le château de Fauquemont.
En 1466, il est, comme Fastré Surlet, contre les Compagnons de la Verte Tente, qui ravagent les biens des fidèles au duc en Hesbaye, Huy et le Namurois mais les soutient en 1467, après qu'ils furent chassés d'Hasselt.
En juin 1466, Saint-Trond tombe aux mains de Raes de Heers et de Fastré Baré de Surlet.
Durant les 6 premiers mois de 1467, il s'impose à l'hôtel de ville de Liège. Il crée et dirige les Vrais-Liégeois qui sont chargés de faire respecter les mandements de son conseil secret.
Le 28 octobre 1467, à la suite du siège de Liège par Charles le Téméraire, il fuit la ville pour Montjoie rejoindre son épouse et ses enfants. Plus tard, il part le 10 novembre pour Paris, se placer sous la protection du roi de France.
Charles le Téméraire, après la défaite de Brustem, fit incendier le 3 novembre 1467 son château de Heers et lui confisqua tous ses biens au profit de Guy de Brimeu, seigneur d'Humbercourt.
Le 28 avril 1477, après la mort de Charles le Téméraire à Nancy, à la suite d'un accord de paix entre la Bourgogne et la principauté, Raes récupère ses biens. Il rentre à Liège le 15 mai et meurt quelques mois plus tard. Le château de Heers était désormais tombé en ruine. La reconstruction fut interrompue par sa mort en octobre 1477. Les réparations se poursuivirent sous la direction de sa veuve pour redonner au château l'aspect qu'il a conservé jusqu'à nos jours.

## Hommage
La rue Raes-de-Heers à Liège, dans le quartier d'Outremeuse, lui rend hommage.

## Sources
- Louis Abry et Jean Guillaume Loyens, Recueil héraldique des bourguemestres de la noble cité de Liege : où l’on voit la genealogie des evêques et princes, de la noblesse, et des principales familles de ce païs, Liège, Jean-Philippe Gramme, 1720, 582 p. (lire en ligne)
- F. Vrancken, « Qui étaient les compagnons de la Verte Tente? », Revue belge de philologie et d'histoire, vol. 59,‎ 1981, p. 314-324
- Claude Gaier, Armes et combats dans l'univers médiéval II, Bruxelles, De Boeck, 2004

- (nl) Cet article est partiellement ou en totalité issu de l’article de Wikipédia en néerlandais intitulé « Raes van Heers » (voir la liste des auteurs).